# Obyticzna kosa
Obyticzna kosa (ukr. Обитічна коса) – ukraiński półwysep na Morzu Azowskim. Znajduje się w rejonie berdiańskim obwodu zaporoskiego.

## Geografia
Obyticzna kosa jest piaszczystą mierzeją (tzw. kosą). Rozciąga się na długości około 32 kilometrów; tworzą ją osady piaszczyste z fragmentami muszelek.
Od 1980 roku znajduje się tam rezerwat przyrody o znaczeniu krajowym. Chroni on unikalną roślinność wodno-błotną, stepową, litoralną oraz psammofity. Do endemitów należą zatrwiany Limonium meyeri i szerokolistny, kocanka Helichrysum aucheri subsp. ponticum, perz właściwy (podgatunek pseudocaesius), pszonak Erysimum canum, lucerna sierpowata i kozibród Tragopogon borysthenicus. Na terytorium rezerwatu gnieździ się 90 gatunków ptaków, 164 występują poza okresem lęgowym; do awifauny obszaru należą szlachar, kulik mniejszy i wielki, ostrygojad zwyczajny, bernikla rdzawoszyja i gągoł. Do fauny mierzei zaliczają się też jeleń szlachetny (podgatunek falz-feini) i żmija Vipera renardi. W przyległych wodach rozmnaża się wiele gatunków ryb morskich.